# Campionato mondiale maschile di pallamano 1997
Il campionato mondiale maschile di pallamano 1997 si è svolto dal 16 maggio al 1º giugno 1997 in Giappone, in particolare nella città di Kumamoto.
Il torneo, che per la prima volta è stato ospitato da un Paese non europeo, è stato vinto dalla nazionale russa.

## Nazionali partecipanti
- Giappone (Paese ospitante)
- Francia (Campione in carica)
- Russia
- Spagna
- Jugoslavia
- Svezia
- Cuba
- Argentina
- Brasile
- Algeria
- Tunisia
- Egitto
- Marocco
- Rep. Ceca
- Ungheria
- Islanda
- Italia
- Norvegia
- Portogallo
- Arabia Saudita
- Cina
- Corea del Sud
- Lituania

## Podio
| Pos. | Squadra |
| ---- | ------- |
| 1°   | Russia  |
| 2°   | Svezia  |
| 3°   | Francia |